# Куплеты Мефистофеля
Купле́ты Мефисто́феля («На земле весь род людской», фр. Le veau d'or est toujours debout) — песня из оперы Гуно — «Фауст» (Акт 2, сцена 3). На русском языке в разное время песня исполнялась многочисленными артистами, в том числе Фёдором Шаляпиным, Марком Рейзеном, Муслимом Магомаевым, группой «Агата Кристи», комик-труппой «Маски». А также, в инструментальной версии группой «Рок-Синдром».

## Текст
Авторы либретто — Ж. Барбье и М. Карре.